# سباحيات الحمل
سباحيات الحمل (الاسم العلمي: Pleocyemata) هي رتيبة من الحيوانات تتبع رتبة عشريات الأرجل من طائفة لينات الدرقة.

## التصنيف
- السرطانات الشبحية وأشباهها
  - السرطانات الشبحية
- قصيرات الذنب
  - قصيرات الذنب الحقيقية
    - متغايرات الثقوب
      - البطمونينات
        - البطمونات
          - البطموناوات
            - البطمون